# بومگارتنبرگ
بومگارتنبرگ (به آلمانی: Baumgartenberg) یک منطقهٔ مسکونی در اتریش است که در ناحیه پرگ واقع شده‌است. بومگارتنبرگ ۱۵٫۷۱ کیلومتر مربع مساحت دارد ۲۳۷ متر بالاتر از سطح دریا واقع شده‌است.